# Фудбалска репрезентација Саудијске Арабије
Фудбалска репрезентација Саудијске Арабије (арап. منتخب السعودية لكرة القدم) национални је фудбалски тим који представља Саудијску Арабију на међународним такмичењима и под контролом је Фудбалског савеза Саудијске Арабије. Саудијска Арабија је једна од најуспјешнијих репрезентација у Азији. На светској сцени према њима се односе према новајлијама, јер им је прво светско првенство било оно 1994. у САД, али квалификовали су се на свако првенство од 1994.

## Резултати на међународним такмичењима

### Светско првенство
Првак    Другопласирани    Трећепласирани    Четвртопласирани  
| Резултати на Свјетском првенству | Резултати на Свјетском првенству | Резултати на Свјетском првенству | Резултати на Свјетском првенству | Резултати на Свјетском првенству | Резултати на Свјетском првенству | Резултати на Свјетском првенству | Резултати на Свјетском првенству | Резултати на Свјетском првенству | Резултати у квалификацијама за Свјетско првенство | Резултати у квалификацијама за Свјетско првенство | Резултати у квалификацијама за Свјетско првенство | Резултати у квалификацијама за Свјетско првенство | Резултати у квалификацијама за Свјетско првенство | Резултати у квалификацијама за Свјетско првенство |
| Година                           | Коло                             | Место                            | И                                | П                                | Н*                               | ПР                               | ДГ                               | ПГ                               | И                                                 | П                                                 | Н*                                                | И                                                 | ДГ                                                | ПГ                                                |
| -------------------------------- | -------------------------------- | -------------------------------- | -------------------------------- | -------------------------------- | -------------------------------- | -------------------------------- | -------------------------------- | -------------------------------- | ------------------------------------------------- | ------------------------------------------------- | ------------------------------------------------- | ------------------------------------------------- | ------------------------------------------------- | ------------------------------------------------- |
| 1930                             | Није била члан ФИФА              | Није била члан ФИФА              | Није била члан ФИФА              | Није била члан ФИФА              | Није била члан ФИФА              | Није била члан ФИФА              | Није била члан ФИФА              | Није била члан ФИФА              | Није била члан ФИФА                               | Није била члан ФИФА                               | Није била члан ФИФА                               | Није била члан ФИФА                               | Није била члан ФИФА                               | Није била члан ФИФА                               |
| 1934                             | Није била члан ФИФА              | Није била члан ФИФА              | Није била члан ФИФА              | Није била члан ФИФА              | Није била члан ФИФА              | Није била члан ФИФА              | Није била члан ФИФА              | Није била члан ФИФА              | Није била члан ФИФА                               | Није била члан ФИФА                               | Није била члан ФИФА                               | Није била члан ФИФА                               | Није била члан ФИФА                               | Није била члан ФИФА                               |
| 1938                             | Није била члан ФИФА              | Није била члан ФИФА              | Није била члан ФИФА              | Није била члан ФИФА              | Није била члан ФИФА              | Није била члан ФИФА              | Није била члан ФИФА              | Није била члан ФИФА              | Није била члан ФИФА                               | Није била члан ФИФА                               | Није била члан ФИФА                               | Није била члан ФИФА                               | Није била члан ФИФА                               | Није била члан ФИФА                               |
| 1950                             | Није била члан ФИФА              | Није била члан ФИФА              | Није била члан ФИФА              | Није била члан ФИФА              | Није била члан ФИФА              | Није била члан ФИФА              | Није била члан ФИФА              | Није била члан ФИФА              | Није била члан ФИФА                               | Није била члан ФИФА                               | Није била члан ФИФА                               | Није била члан ФИФА                               | Није била члан ФИФА                               | Није била члан ФИФА                               |
| 1954                             | Није била члан ФИФА              | Није била члан ФИФА              | Није била члан ФИФА              | Није била члан ФИФА              | Није била члан ФИФА              | Није била члан ФИФА              | Није била члан ФИФА              | Није била члан ФИФА              | Није била члан ФИФА                               | Није била члан ФИФА                               | Није била члан ФИФА                               | Није била члан ФИФА                               | Није била члан ФИФА                               | Није била члан ФИФА                               |
| 1958                             | Није учествовала                 | Није учествовала                 | Није учествовала                 | Није учествовала                 | Није учествовала                 | Није учествовала                 | Није учествовала                 | Није учествовала                 | Није учествовала                                  | Није учествовала                                  | Није учествовала                                  | Није учествовала                                  | Није учествовала                                  | Није учествовала                                  |
| 1962                             | Није учествовала                 | Није учествовала                 | Није учествовала                 | Није учествовала                 | Није учествовала                 | Није учествовала                 | Није учествовала                 | Није учествовала                 | Није учествовала                                  | Није учествовала                                  | Није учествовала                                  | Није учествовала                                  | Није учествовала                                  | Није учествовала                                  |
| 1966                             | Није учествовала                 | Није учествовала                 | Није учествовала                 | Није учествовала                 | Није учествовала                 | Није учествовала                 | Није учествовала                 | Није учествовала                 | Није учествовала                                  | Није учествовала                                  | Није учествовала                                  | Није учествовала                                  | Није учествовала                                  | Није учествовала                                  |
| 1970                             | Није учествовала                 | Није учествовала                 | Није учествовала                 | Није учествовала                 | Није учествовала                 | Није учествовала                 | Није учествовала                 | Није учествовала                 | Није учествовала                                  | Није учествовала                                  | Није учествовала                                  | Није учествовала                                  | Није учествовала                                  | Није учествовала                                  |
| 1974                             | Није учествовала                 | Није учествовала                 | Није учествовала                 | Није учествовала                 | Није учествовала                 | Није учествовала                 | Није учествовала                 | Није учествовала                 | Није учествовала                                  | Није учествовала                                  | Није учествовала                                  | Није учествовала                                  | Није учествовала                                  | Није учествовала                                  |
| 1978                             | Није се квалификовала            | Није се квалификовала            | Није се квалификовала            | Није се квалификовала            | Није се квалификовала            | Није се квалификовала            | Није се квалификовала            | Није се квалификовала            | 4                                                 | 1                                                 | 0                                                 | 3                                                 | 3                                                 | 7                                                 |
| 1982                             | Није се квалификовала            | Није се квалификовала            | Није се квалификовала            | Није се квалификовала            | Није се квалификовала            | Није се квалификовала            | Није се квалификовала            | Није се квалификовала            | 10                                                | 4                                                 | 1                                                 | 5                                                 | 9                                                 | 16                                                |
| 1986                             | Није се квалификовала            | Није се квалификовала            | Није се квалификовала            | Није се квалификовала            | Није се квалификовала            | Није се квалификовала            | Није се квалификовала            | Није се квалификовала            | 2                                                 | 0                                                 | 1                                                 | 1                                                 | 0                                                 | 1                                                 |
| 1990                             | Није се квалификовала            | Није се квалификовала            | Није се квалификовала            | Није се квалификовала            | Није се квалификовала            | Није се квалификовала            | Није се квалификовала            | Није се квалификовала            | 9                                                 | 4                                                 | 3                                                 | 2                                                 | 11                                                | 9                                                 |
| 1994                             | Осмина финала                    | 12.                              | 4                                | 2                                | 0                                | 2                                | 5                                | 6                                | 11                                                | 6                                                 | 5                                                 | 0                                                 | 28                                                | 7                                                 |
| 1998                             | Групна фаза                      | 28.                              | 3                                | 0                                | 1                                | 2                                | 2                                | 7                                | 14                                                | 9                                                 | 3                                                 | 2                                                 | 26                                                | 7                                                 |
| 2002                             | Групна фаза                      | 32.                              | 3                                | 0                                | 0                                | 3                                | 0                                | 12                               | 14                                                | 11                                                | 2                                                 | 1                                                 | 47                                                | 8                                                 |
| 2006                             | Групна фаза                      | 28.                              | 3                                | 0                                | 1                                | 2                                | 2                                | 7                                | 12                                                | 10                                                | 2                                                 | 0                                                 | 24                                                | 2                                                 |
| 2010                             | Није се квалификовала            | Није се квалификовала            | Није се квалификовала            | Није се квалификовала            | Није се квалификовала            | Није се квалификовала            | Није се квалификовала            | Није се квалификовала            | 15                                                | 8                                                 | 4                                                 | 3                                                 | 25                                                | 15                                                |
| 2014                             | Није се квалификовала            | Није се квалификовала            | Није се квалификовала            | Није се квалификовала            | Није се квалификовала            | Није се квалификовала            | Није се квалификовала            | Није се квалификовала            | 8                                                 | 3                                                 | 3                                                 | 2                                                 | 14                                                | 7                                                 |
| 2018                             | Групна фаза                      | 26.                              | 3                                | 1                                | 0                                | 2                                | 2                                | 7                                | 18                                                | 12                                                | 3                                                 | 3                                                 | 45                                                | 14                                                |
| 2022                             | Групна фаза                      | 25.                              | 3                                | 1                                | 0                                | 2                                | 3                                | 5                                | 18                                                | 13                                                | 4                                                 | 1                                                 | 34                                                | 10                                                |
| Укупно                           | Осмина финала                    | 6/22                             | 19                               | 4                                | 2                                | 13                               | 14                               | 44                               | 136                                               | 81                                                | 32                                                | 23                                                | 266                                               | 103                                               |

### АФК првенство Азије
Првак    Другопласирани    Трећепласирани    Четвртопласирани  
| Резултати на првенству Азије | Резултати на првенству Азије | Резултати на првенству Азије | Резултати на првенству Азије | Резултати на првенству Азије | Резултати на првенству Азије | Резултати на првенству Азије | Резултати на првенству Азије | Резултати на првенству Азије | Резултати у квалификацијама за првенство Азије      | Резултати у квалификацијама за првенство Азије      | Резултати у квалификацијама за првенство Азије      | Резултати у квалификацијама за првенство Азије      | Резултати у квалификацијама за првенство Азије      | Резултати у квалификацијама за првенство Азије      |
| Година                       | Коло                         | Мјесто                       | И                            | П                            | Н*                           | ПР                           | ДГ                           | ПГ                           | И                                                   | П                                                   | Н*                                                  | И                                                   | ДГ                                                  | ПГ                                                  |
| ---------------------------- | ---------------------------- | ---------------------------- | ---------------------------- | ---------------------------- | ---------------------------- | ---------------------------- | ---------------------------- | ---------------------------- | --------------------------------------------------- | --------------------------------------------------- | --------------------------------------------------- | --------------------------------------------------- | --------------------------------------------------- | --------------------------------------------------- |
| 1956                         | Није учествовала             | Није учествовала             | Није учествовала             | Није учествовала             | Није учествовала             | Није учествовала             | Није учествовала             | Није учествовала             | Није учествовала                                    | Није учествовала                                    | Није учествовала                                    | Није учествовала                                    | Није учествовала                                    | Није учествовала                                    |
| 1960                         | Није учествовала             | Није учествовала             | Није учествовала             | Није учествовала             | Није учествовала             | Није учествовала             | Није учествовала             | Није учествовала             | Није учествовала                                    | Није учествовала                                    | Није учествовала                                    | Није учествовала                                    | Није учествовала                                    | Није учествовала                                    |
| 1964                         | Није учествовала             | Није учествовала             | Није учествовала             | Није учествовала             | Није учествовала             | Није учествовала             | Није учествовала             | Није учествовала             | Није учествовала                                    | Није учествовала                                    | Није учествовала                                    | Није учествовала                                    | Није учествовала                                    | Није учествовала                                    |
| 1968                         | Није учествовала             | Није учествовала             | Није учествовала             | Није учествовала             | Није учествовала             | Није учествовала             | Није учествовала             | Није учествовала             | Није учествовала                                    | Није учествовала                                    | Није учествовала                                    | Није учествовала                                    | Није учествовала                                    | Није учествовала                                    |
| 1972                         | Није учествовала             | Није учествовала             | Није учествовала             | Није учествовала             | Није учествовала             | Није учествовала             | Није учествовала             | Није учествовала             | Није учествовала                                    | Није учествовала                                    | Није учествовала                                    | Није учествовала                                    | Није учествовала                                    | Није учествовала                                    |
| 1976                         | Одустала од такмичења        | Одустала од такмичења        | Одустала од такмичења        | Одустала од такмичења        | Одустала од такмичења        | Одустала од такмичења        | Одустала од такмичења        | Одустала од такмичења        | 6                                                   | 3                                                   | 1                                                   | 2                                                   | 12                                                  | 5                                                   |
| 1980                         | Одустала од такмичења        | Одустала од такмичења        | Одустала од такмичења        | Одустала од такмичења        | Одустала од такмичења        | Одустала од такмичења        | Одустала од такмичења        | Одустала од такмичења        | -                                                   | -                                                   | -                                                   | -                                                   | -                                                   | -                                                   |
| 1984                         | Првак                        | 1.                           | 6                            | 3                            | 3                            | 0                            | 7                            | 3                            | 4                                                   | 4                                                   | 0                                                   | 0                                                   | 19                                                  | 0                                                   |
| 1988                         | Првак                        | 1.                           | 6                            | 3                            | 3                            | 0                            | 5                            | 1                            | Квалификовала се као актуелни првак                 | Квалификовала се као актуелни првак                 | Квалификовала се као актуелни првак                 | Квалификовала се као актуелни првак                 | Квалификовала се као актуелни првак                 | Квалификовала се као актуелни првак                 |
| 1992                         | Финале                       | 2.                           | 5                            | 2                            | 2                            | 1                            | 8                            | 3                            | Квалификовала се као актуелни првак                 | Квалификовала се као актуелни првак                 | Квалификовала се као актуелни првак                 | Квалификовала се као актуелни првак                 | Квалификовала се као актуелни првак                 | Квалификовала се као актуелни првак                 |
| 1996                         | Првак                        | 1.                           | 6                            | 3                            | 2                            | 1                            | 11                           | 6                            | 4                                                   | 4                                                   | 0                                                   | 0                                                   | 10                                                  | 0                                                   |
| 2000                         | Финале                       | 2.                           | 6                            | 3                            | 1                            | 2                            | 11                           | 8                            | Квалификовала се као актуелни првак                 | Квалификовала се као актуелни првак                 | Квалификовала се као актуелни првак                 | Квалификовала се као актуелни првак                 | Квалификовала се као актуелни првак                 | Квалификовала се као актуелни првак                 |
| 2004                         | Групна фаза                  | 13.                          | 3                            | 0                            | 1                            | 2                            | 3                            | 5                            | 6                                                   | 6                                                   | 0                                                   | 0                                                   | 31                                                  | 1                                                   |
| 2007                         | Финале                       | 2.                           | 6                            | 4                            | 1                            | 1                            | 12                           | 6                            | 6                                                   | 5                                                   | 0                                                   | 1                                                   | 21                                                  | 4                                                   |
| 2011                         | Групна фаза                  | 15.                          | 3                            | 0                            | 0                            | 3                            | 1                            | 8                            | Квалификовала се као финалиста претходног првенства | Квалификовала се као финалиста претходног првенства | Квалификовала се као финалиста претходног првенства | Квалификовала се као финалиста претходног првенства | Квалификовала се као финалиста претходног првенства | Квалификовала се као финалиста претходног првенства |
| 2015                         | Групна фаза                  | 10.                          | 3                            | 1                            | 0                            | 2                            | 5                            | 5                            | 6                                                   | 5                                                   | 1                                                   | 0                                                   | 9                                                   | 3                                                   |
| 2019                         | 1/8 финала                   |                              | 4                            | 2                            | 0                            | 2                            | 6                            | 3                            | 8                                                   | 6                                                   | 2                                                   | 0                                                   | 28                                                  | 4                                                   |
| Укупно                       | 3 Титуле                     | 10/17                        | 48                           | 21                           | 13                           | 14                           | 69                           | 48                           | 40                                                  | 33                                                  | 4                                                   | 3                                                   | 130                                                 | 17                                                  |

### Куп конфедерација
Првак    Другопласирани    Трећепласирани    Четвртопласирани  
| Резултати на купу конфедерација | Резултати на купу конфедерација | Резултати на купу конфедерација | Резултати на купу конфедерација | Резултати на купу конфедерација | Резултати на купу конфедерација | Резултати на купу конфедерација | Резултати на купу конфедерација | Резултати на купу конфедерација |                       |
| Година                          | Коло                            | Мјесто                          | И                               | П                               | Н*                              | ПР                              | ДГ                              | ПГ                              |                       |
| ------------------------------- | ------------------------------- | ------------------------------- | ------------------------------- | ------------------------------- | ------------------------------- | ------------------------------- | ------------------------------- | ------------------------------- | --------------------- |
| 1992                            | Финале                          | 2.                              | 2                               | 1                               | 0                               | 1                               | 4                               | 3                               |                       |
| 1995                            | Групна фаза                     | 5.                              | 2                               | 0                               | 0                               | 2                               | 0                               | 4                               |                       |
| 1997                            | Групна фаза                     | 7.                              | 3                               | 1                               | 0                               | 2                               | 1                               | 8                               |                       |
| 1999                            | Полуфинале                      | 4.                              | 5                               | 1                               | 1                               | 3                               | 8                               | 16                              |                       |
| 2001                            | Није се квалификовала           | Није се квалификовала           | Није се квалификовала           | Није се квалификовала           | Није се квалификовала           | Није се квалификовала           | Није се квалификовала           | Није се квалификовала           | Није се квалификовала |
| 2003                            | Није се квалификовала           | Није се квалификовала           | Није се квалификовала           | Није се квалификовала           | Није се квалификовала           | Није се квалификовала           | Није се квалификовала           | Није се квалификовала           | Није се квалификовала |
| 2005                            | Није се квалификовала           | Није се квалификовала           | Није се квалификовала           | Није се квалификовала           | Није се квалификовала           | Није се квалификовала           | Није се квалификовала           | Није се квалификовала           | Није се квалификовала |
| 2009                            | Није се квалификовала           | Није се квалификовала           | Није се квалификовала           | Није се квалификовала           | Није се квалификовала           | Није се квалификовала           | Није се квалификовала           | Није се квалификовала           | Није се квалификовала |
| 2013                            | Није се квалификовала           | Није се квалификовала           | Није се квалификовала           | Није се квалификовала           | Није се квалификовала           | Није се квалификовала           | Није се квалификовала           | Није се квалификовала           | Није се квалификовала |
| 2017                            | Није се квалификовала           | Није се квалификовала           | Није се квалификовала           | Није се квалификовала           | Није се квалификовала           | Није се квалификовала           | Није се квалификовала           | Није се квалификовала           | Није се квалификовала |
| Укупно                          | Друго мјесто                    | 4/10                            | 12                              | 3                               | 1                               | 8                               | 13                              | 31                              |                       |

## Састав Саудијске Арабије
Састав тима за Свјетско првенство 2018.
Подаци ажурирани 26. јуна 2018, након утакмице са Египтом:
| Име                      | Датум рођења  | Број наступа | Број голова | Клуб     |         |         |
| Голмани                  | Голмани       | Голмани      | Голмани     | Голмани  | Голмани | Голмани |
| ------------------------ | ------------- | ------------ | ----------- | -------- | ------- | ------- |
| Абдулах ел Мајуф         | 23. 1. 1987.  | 11           | 0           | Ал Хилал |         |         |
| Јасер ел Мосаилем        | 27. 2. 1984.  | 33           | 0           | Ал Ахли  |         |         |
| Мохамед ел Оваис         | 10. 10. 1991. | 9            | 0           | Ал Ахли  |         |         |
| Одбрамбени фудбалери     |               |              |             |          |         |         |
| Мансур ел Харби          | 19. 10. 1987. | 41           | 1           | Ал Ахли  |         |         |
| Осама Хавсави            | 31. 3. 1984.  | 137          | 7           | Ал Хилал |         |         |
| Али ел Булеаихи          | 21. 11. 1989. | 5            | 0           | Ал Хилал |         |         |
| Омар Хавсави             | 27. 9. 1985.  | 47           | 3           | Ал Наср  |         |         |
| Мохамед ел Брејк         | 15. 9. 1992.  | 14           | 1           | Ал Хилал |         |         |
| Јасер ел Шахрани         | 25. 5. 1992.  | 41           | 0           | Ал Хилал |         |         |
| Мотаз Гавсави            | 17. 2. 1992.  | 20           | 0           | Ал Ахли  |         |         |
| Фудбалери средине терена |               |              |             |          |         |         |
| Салман ел Фарај          | 1. 8. 1989.   | 47           | 4           | Ал Хилал |         |         |
| Јахја ел Шехри           | 26. 6. 1990.  | 56           | 8           | Легањес  |         |         |
| Хатан Бахерби            | 16. 7. 1992.  | 9            | 0           | Ал Шабаб |         |         |
| Абдумалек ел Хајбари     | 13. 3. 1986.  | 34           | 0           | Ал Хилал |         |         |
| Мохамед Кано             | 22. 9. 1994.  | 9            | 1           | Ал Хилал |         |         |
| Абдулах Отајф            | 3. 8. 1992.   | 21           | 1           | Ал Хилал |         |         |
| Абдулах ел Каибри        | 16. 8. 1996.  | 6            | 0           | Ал Шабаб |         |         |
| Хусеин Алмогави          | 24. 3. 1988.  | 20           | 1           | Ал Ахли  |         |         |
| Тасир ел Џасим           | 25. 7. 1984.  | 130          | 19          | Ал Ахли  |         |         |
| Салем ел Давсари         | 19. 8. 1991.  | 38           | 6           | Виљареал |         |         |
| Нападачи                 |               |              |             |          |         |         |
| Мохамед ел Сахлави       | 10. 1. 1987.  | 44           | 28          | Ал Наср  |         |         |
| Фахад ел Мувалад         | 14. 9. 1994.  | 49           | 10          | Леванте  |         |         |
| Муханад Асири            | 14. 10. 1986. | 18           | 4           | Ал Ахли  |         |         |